# العريمضي
العريمضي هو مركزٌ سعوديٌ تابعٌ لمحافظة بريدة التابعة لمنطقة القصيم، في المملكة العربية السعودية. المركز من الفئة (ب)، ورمزه 1757 حسب دليل الترميز الموحد للمناطق الإدارية بالمملكة العربية السعودية.